# Hexurella
Hexurella là một chi nhện trong họ Mecicobothriidae.